# Parti sioniste religieux
Le Parti sioniste religieux (en hébreu : הציונות הדתית, HaTzionut HaDatit), anciennement connu sous le nom de Tkuma (תקומה, « Résurrection ») jusqu’en 2021, était un parti d'extrême droite israélien fondé en 1998.
Le parti avait été créé par deux anciens du Parti national religieux, Hanan Porat et Zvi Hendel (un ancien résident du Gush Katif), sous le nom de Emounim (Confiances), avant de prendre très rapidement le nom de Tkuma. Il fusionne le 3 août 2023 avec le Foyer juif pour reformer le Parti national religieux.

## Idéologie
Le Parti sioniste religieux s'opposait à toute concession territoriale aux revendications territoriales palestiniennes ou syriennes,. Le parti s'oppose à la reconnaissance du mariage homosexuel sur une base religieuse. Le parti plaide pour un financement accru de l'étude de la Torah et de l'éducation religieuse. Le chroniqueur américain David E. Rosenberg déclare que la « plate-forme du Parti sioniste religieux comprend des choses comme l'annexion des colonies de Cisjordanie, l'expulsion des demandeurs d'asile et le contrôle politique du système judiciaire ». Il a en outre décrit le Parti sioniste religieux comme un parti politique « animé par la suprématie juive et le racisme anti-arabe ».

## Résultats électoraux
| Année   | Chef de file     | Voix                                    | %                                       | Rang                                    | Sièges  | Gouvernement                                  | Remarques                       |
| ------- | ---------------- | --------------------------------------- | --------------------------------------- | --------------------------------------- | ------- | --------------------------------------------- | ------------------------------- |
| 1999    | Hanan Porat      | Au sein de l'Union nationale            | Au sein de l'Union nationale            | Au sein de l'Union nationale            | 1 / 120 | Opposition (1999-2001), Sharon I (2001-2003)  |                                 |
| 2003    | Zvi Hendel       | Au sein de l'Union nationale            | Au sein de l'Union nationale            | Au sein de l'Union nationale            | 2 / 120 | Sharon II (2003-2004), Opposition (2004-2006) |                                 |
| 2006    | Zvi Hendel       | Au sein de l'Union nationale            | Au sein de l'Union nationale            | Au sein de l'Union nationale            | 2 / 120 | Opposition                                    |                                 |
| 2009    | Ya'akov Katz     | Au sein de l'Union nationale            | Au sein de l'Union nationale            | Au sein de l'Union nationale            | 2 / 120 | Opposition                                    |                                 |
| 2013    | Uri Ariel        | Au sein du Foyer juif                   | Au sein du Foyer juif                   | Au sein du Foyer juif                   | 4 / 120 | Netanyahou III                                |                                 |
| 2015    | Uri Ariel        | Au sein du Foyer juif                   | Au sein du Foyer juif                   | Au sein du Foyer juif                   | 2 / 120 | Netanyahou IV                                 |                                 |
| 04/2019 | Bezalel Smotrich | Au sein de l'Union des partis de droite | Au sein de l'Union des partis de droite | Au sein de l'Union des partis de droite | 2 / 120 | Pas de gouvernement                           |                                 |
| 09/2019 | Bezalel Smotrich | Au sein de l'alliance Yamina            | Au sein de l'alliance Yamina            | Au sein de l'alliance Yamina            | 2 / 120 | Pas de gouvernement                           |                                 |
| 2020    | Bezalel Smotrich | Au sein de l'alliance Yamina            | Au sein de l'alliance Yamina            | Au sein de l'alliance Yamina            | 2 / 120 | Opposition                                    |                                 |
| 2021    | Bezalel Smotrich | 225 641                                 | 5,1                                     | 9e                                      | 4 / 120 | Opposition                                    | Associé à Otzma Yehudit et Noam |
| 2022    | Bezalel Smotrich | 516 470                                 | 10,8                                    | 3e                                      | 7 / 120 | Netanyahou VI                                 | Associé à Otzma Yehudit et Noam |